# La Pujada
La Pujada és una masia a mig camí dels nuclis de Llers i Pont de Molins (a l'Alt Empordà). És al nord-est del nucli urbà de Llers, a escassa distància del veïnat de la Vall. Des de la carretera GIP-5107 s'agafa el Carrer del Ponts fins a arribar a la masia. Encara que no es tenen notícies històriques directes del mas, tipològicament aquest tipus de construcció s'ha d'enquadrar cronològicament entre els segles XVII i XVIII.
És una masia aïllada formada per diversos cossos adossats, que li confereixen una planta irregular. La construcció està arrebossada i emblanquinada. La part destacable de la construcció és rectangular i està formada per tres cossos adossats, amb les cobertes de teula de dues vessants. L'habitatge consta de planta baixa i dos pisos, mentre que els dos volums auxiliars consten només d'un pis. La façana principal, orientada a migdia, presenta un portal d'accés rectangular de maons, amb els brancals bastits amb carreus de pedra. Damunt seu hi ha dues finestres rectangulars emmarcades amb carreus de pedra, les llindes planes i els ampits motllurats. Al mig de les dues hi ha un plafó de ceràmica amb la imatge de la verge i el nen. A la segona planta hi ha dues finestres d'arc rebaixat, amb els ampits motllurats. A la cantonada sud-oest del parament hi ha un balcó al pis, amb llosana de revoltons, i a continuació del parament, una terrassa descoberta. En un extrem de la terrassa hi ha un pou circular bastit en pedra. Els cossos auxiliars presenten obertures rectangulars amb els emmarcaments arrebossats. Cal destacar la finestra central del pis, rectangular, bastida amb carreus de pedra i amb la llinda plana sostinguda amb permòdols.